# 謝里登 (內華達州)
謝里登（英語：Sheridan）是位於美國內華達州道格拉斯縣的非建制地區。

## 歷史
謝里登的郵局於1865年設立，其後於1920年停運。

## 地理
謝里登所處的海拔為高於海平面1467米（即4813英呎），而該地所採用的時區為UTC-8，即太平洋时区（PST）。同時該地設有夏令時間，為UTC-8調快一小時，即UTC-7（PDT）。